# Женская сборная Индонезии по софтболу
Женская национальная сборная Индонезии по софтболу — представляет Индонезию на международных софтбольных соревнованиях. Управляющей организацией является Федерация бейсбола и софтбола Индонезии (англ. Indonesia Amateur Baseball & Softball Federation).

## Результаты выступлений

### Чемпионаты мира
| Год        | Победы         | Поражения      | Место          |
| ---------- | -------------- | -------------- | -------------- |
| 1965—1978  | не участвовали | не участвовали | не участвовали |
| 1982       |                |                | 19             |
| 1986       | 2              | 9              | 11             |
| 1990       | 1              | 8              | 18             |
| 1994—н. в. | не участвовали | не участвовали | не участвовали |

### Чемпионаты Азии
| Год       | Победы         | Поражения      | Место          |
| --------- | -------------- | -------------- | -------------- |
| 1967—1987 | не участвовали | не участвовали | не участвовали |
| 1991      |                |                | 5              |
| 1995      | не участвовали | не участвовали | не участвовали |
| 1999      |                |                | ??             |
| 2004      |                |                | 7              |
| 2007      |                |                | 5              |
| 2011      | 2              | 4              | 8              |
| 2017      | 3              | 3              | 7              |
| 2019      | 2              | 5              | 6              |

### Азиатские игры
| Год       | Победы         | Поражения      | Место          |
| --------- | -------------- | -------------- | -------------- |
| 1990—2014 | не участвовали | не участвовали | не участвовали |
| 2018      | 1              | 5              | 6              |